# 黒明良光
黒明 良光（くろみょう よしみつ、1947年11月15日 - ）は、岡山県倉敷市出身の元競艇選手。登録番号2090。22期。
第125期生の黒明花夢（はなむ、5113）は実孫にあたる。

## 来歴
3歳の時に父親が死亡したため、母親は鹿児島県の実家に戻り、家業の運送店を切り盛りした。黒明によるとトラック運転手から「ケンカやる時は命がけ」と教わりながら育ち、中学・高校時代は番長であったという。中学卒業後には岡山県立児島高等学校に進学し、競艇選手志望の同級生の影響と、賞金を稼いで母親に楽をさせたいという思いから競艇選手を志すようになり、高校卒業後は養成所の試験に合格。
黒明は22期生として入所するが、22期は競艇場を渡り歩きながら訓練をした最後の期であり、本栖研修所を知らない最後の世代ということになる。訓練合格者はまず下関に集結し、その後は福岡以外の中国・四国と九州の全ての競艇場を回り、最後は下関に戻る。開催の無い日に競艇場を借りて訓練をするが、日曜日は訓練も休みで、土曜日にモーターやボートなどの備品を積み込んで一斉に移動し、選手宿舎に宿泊、現在の1年分の訓練を5ヶ月でこなした。
5ヶ月の養成期間を経て1966年10月に選手登録され、翌11月に地元・児島でデビュー。1節目で初勝利を挙げたが、デビューから3年程は「C級とB級の間を行ったり来たり」 の選手で、何度も引退を考えたという。4年目に、それまで持っていたアウトコースからの弾丸スタートへの拘りを捨て、無事故でのレースを心掛けるようになってから10連勝や完全優勝を遂げるなど成績が上昇し、A級に昇級した。
しかし、黒明によると34、5歳までは「地方区の選手」 で、地区レベルの記念レースでは通用しても全国レベルの記念では通用せず、「プロ野球でいうならブルペンピッチャー」であったという。転機が訪れたのは36、7歳の頃で、今村豊の影響を受けておよそ2年の間全速ターンの練習を積んだ結果、四大特別競走に勝てるという感触をつかむことができるようになる。黒明は自身を「典型的なカメ型の選手」と評しているが、地元の後輩から「黒明さんはしもうた（終わった）」というようなことを言われて、「それじゃ、しもうてないところを見せちゃろか!」と思った黒明は1984年の暮れから減量に取り組む。丁度その頃には中学の同窓会の話があり、「児島正月レースを優勝して、ワシがお金を全部出しちゃる」と約束し、1985年の正月戦で優勝。レース後に食事したら身体が受けつけずに嘔吐してしまい、黒明は「飯が食えないなら今のままで良いか」と鳳凰賞まで体重を維持。減量中はブラックコーヒーのみで、家には食べ盛りの息子がいたので、夕食時になるとそっと家を出て児島の海岸をランニングして、サニーホテルのサウナで汗を絞り出してから帰宅していた。減量を始めたのが前年12月16日で、正月戦までの14日間で60kg超の体重を53kgまで落とした。体重が軽くなったことで楽に勝てるようになり、あまりに勝ち続けるため、どうしたら負けるのか黒明自身も分からなくなるほどであった。22連勝目に若宮利明に6コースから捲られて連勝は止まったが、その後に4連勝して結局優勝した。平和島で行われた第20回鳳凰賞はコース取りでもつれたが、5コースから黒明が飛び出し捲り差しを決め、角川政志が猛追するも3周1マークで力尽きた。四大特別競走初優勝を果たした 黒明であったが、鳳凰賞で勝った時は正直言って勝ち疲れて「もう勝つのはええかのう」という気持ちになっていた。鳳凰賞はその年の6回目の優勝であった。
究極の減量時代に、重量級ながら圧巻のターン力で圧倒し、その迫力のあるレーススタイルから現役時代の愛称は「黒い弾丸」 であった。黒明の体重は60kgを超え、若手時代には先輩選手から「お前みたいな巨漢が走れるわけがない」と言われることもあったという。
アウトからの豪快無比なまくりは「弾丸まくり」と固有名詞のようになり、もちろんインからも行ったが、進入がもつれると嫌がり、アウト勝負に出ることが多かった。
通常時は60㎏を超える体重で内から深くなると出足で勝負にならないため、ダッシュ戦の選択となる。体重ハンデが出る淡水のプールではひと息であったが、浮力があってハンデが少ない海水のレース場では圧倒的に強かった。
1989年の第16回笹川賞競走（下関）では、フライングが2人出るも大外6コースからのまくり差しで優勝している。
王国・岡山のシンボル的存在でもあり、岡山支部所属の選手によるプロペラ研究グループである「イーグル会」を立ち上げた人物としても知られ、右腕は林貢であった。村上一行・大森健二・林通と一緒に「岡山ヤング会」を作り、櫃石島で泊まり込みのキャンプなどもやっていた。
1994年3月17日の徳山8Rでは、三嶌誠司が2月27日の12Rで出したレコードとタイの1分44秒6を記録。1998年にはびわこで行われたGI「ダイヤモンドカップ競走」では2号艇1コースから逃げ切り、山崎智也・倉谷和信・濱野谷憲吾・松井繁・瀬尾達也を抑えて優勝、2001年2月4日の蒲郡「一般競走」が最後の優勝となった（1号艇1コースから逃げ切り）。同年6月より2005年3月まで日本モーターボート選手会会長を務めたため、2002年と2003年は出場が無かった。2004年4月10日の児島一般戦「第14回倉敷市議会議長杯争奪戦競走」初日7Rが最後の出走となり（5号艇6コース進入で6着）、2005年4月6日付けで引退を表明。
2007年、ボートレースの殿堂入りを果たした。
現在は「ボートレース児島オフィシャルアドバイザー」の肩書で、解説者として活躍しており、実況放送のスタート展示・リプレイ解説を担当している。

## 獲得タイトル
※太字は四大特別競走を含むSGレース
- 1975年 - 中国地区選手権競走（児島）
- 1980年 - 児島開設30周年記念競走
- 1981年 - 丸亀開設29周年記念競走
- 1984年 - 中国地区選手権競走（宮島）
- 1985年 - 第20回鳳凰賞競走（平和島）、徳山開設32周年記念競走、宮島施設改善記念特別競走
- 1988年 - 下関開設34周年記念競走
- 1989年 - 第16回笹川賞競走（下関）、児島開設37周年記念競走
- 1990年 - 宮島施設改善記念特別競走
- 1994年 - 平和島開設40周年記念競走
- 1995年 - 下関開設41周年記念競走
- 1997年 - 中国地区選手権競走（徳山）
- 1998年 - ダイヤモンドカップ競走（びわこ）